# Cal Carulla
Cal Carulla és un habitatge al nucli de l'Astor, municipi de Pujalt (Anoia), catalogat a l'Inventari del Patrimoni Arquitectònic de Catalunya.

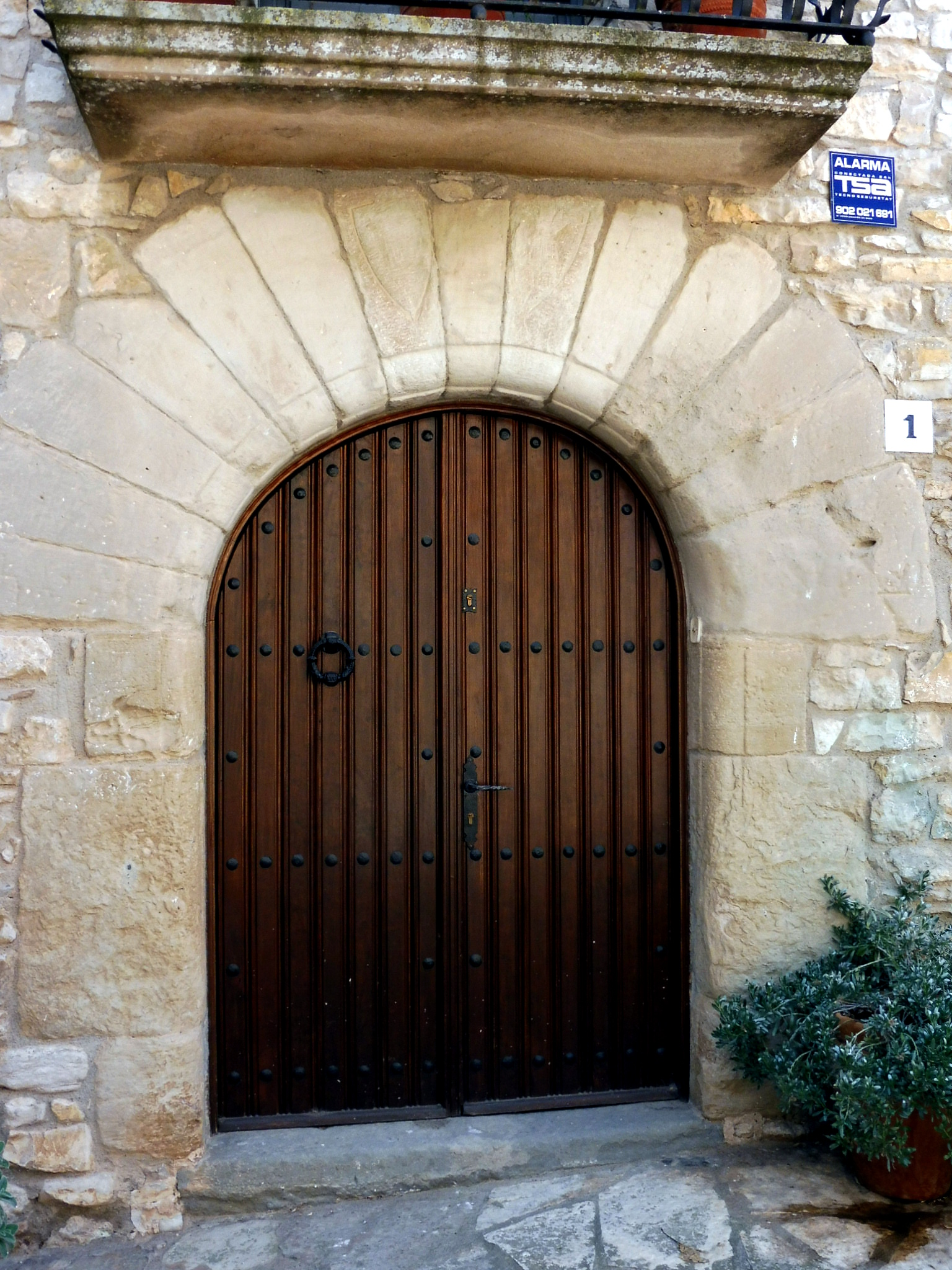
portal

Es tracta d'un edifici de planta rectangular que ha estat restaurat. Els elements més remarcables són les dovelles de pedra picada a la finestra, al balcó i al portal d'entrada d'arc de mig punt. És interessant la part posterior d'aquest edifici, amb altres portes i pedres amb dates inscrites: 1618, 1748 i que queda cobert per estar adossat a tota una sèrie d'arcs que formen un pas cobert paral·lel a la banda o eix llarg de la casa. En aquest cantó de casa cl distingir algunes espitlleres. Part de la façana principal de la casa, fa angle amb un altre arc de pas cobert que sembla, però posterior. És de destacar el ràfec. Malgrat les reformes que ha sofert l'edifici, s'ha datat dins dels segles xvi-xvii i com a arquitectura gòtica civil Si bé no ha conservat cap element visible d'aquesta època.